# Иванкин, Александр Юльевич
Алекса́ндр Ю́льевич Ива́нкин (10 июня 1952, Москва — 21 мая 2018, Москва) — советский, российский кинорежиссёр, сценарист и продюсер, педагог.

## Биография
В 1975 году окончил режиссёрский факультет ВГИКа по специальности «режиссура документального кино и телевизионного фильма» (мастерская Л. М. Кристи).
В 1974—1988 годах работал режиссёром на Центральной студии документальных фильмов, в 1986—1988 руководил там же кинообъединением «Риск» (совместно с И. А. Григорьевым и П.Мостовым). В 1988—1993 годах возглавлял студию «Шанс» в корпорации «Видеофильм». В 1989 году организовал одну из первых частных студий в СССР «Контакт-Фильм».
Одновременно в 1985—1993 годах преподавал во ВГИКе на факультете кинорежиссуры: вёл мастерскую режиссуры документального кино и телефильма (совместно с А. Кочетковым) и экспериментальную мастерскую режиссуры и операторского мастерства (совместно с И. Клебановым, А. Сиренко).
В 1994 по 1996 год работал режиссёром по контракту с «Channel 4» (Великобритания).
В 1996 по 2007 год работал режиссёром по контрактам с каналами и компаниями Канады (History Channel, Barna Alper Productions), США (Discovery, Art & Entertainment, PBS, Documedia Group), Великобритании (RPTA Television, Roger Bolton Productions), Бельгии (Day & Night). Одновременно (1998—2008) делал фильмы по заказам телеканалов «Первый канал» и «Россия».
С 2007 года — совладелец и главный продюсер ООО Студия «Артель» (Россия). С 2008 года делал документальные и художественные телевизионные фильмы и сериалы для «Первого канала».
Член Жюри «Emmy Awards» (США, с 2001). Академик Российской академии кинематографических искусств «Ника» (с 2002).

### Семья
Жена — Майя Тоидзе. Четверо детей.

## Творчество
Фильмы, созданные А. Ю. Иванкиным совместно с М. М. Авербухом, стали образцом критического течения в кинопублицистике, возродили актуальный репортаж. Фильм «Пирамида» стал примером решения средствами документалистики задач политического продвижения героя, не поступаясь ни этикой, ни эстетикой.
Продюсер, режиссёр и сценарист около 150 фильмов.

## Избранная фильмография
| Год       |     | Название | Примечание |
| --------- | --- | --- | --- |
| 1975      | док | Каждый день | режиссёр |
| 1977      | док | Каждый из нас | режиссёр — совм. с М. Авербухом; 39 мин; ЦСДФ |
| 1978      | док | Сердце Родины | режиссёр |
| 1980      | док | Бокс. Олимпиада-80 | режиссёр |
| 1980      | док | Десятый председатель | режиссёр |
| 1980      | док | Ленин и время | режиссёр — совм. с Л. Кристи |
| 1981      | док | Муляж | режиссёр — совм. с М. Авербухом |
| 1982      | док | Чёрный ход | режиссёр — совм. с М. Авербухом; 39 мин; ЦСДФ |
| 1985      | док | Пирамида | режиссёр; 38 мин; ЦСДФ |
| 1986      | док | Соло трубы | режиссёр; 46 мин; ЦСДФ |
| 1986      | док | Тайная война: ф. 1-й | режиссёр; 52 мин; ЦСДФ |
| 1987      | док | Тайная война: ф. 2-й | режиссёр; 52 мин; ЦСДФ |
| 1988      | док | Площадь Революции | режиссёр; 90 мин; Студия «Риск» |
| 1989      | док | Версия | режиссёр, продюсер |
| 1990      | док | Человек на все времена | режиссёр, сценарист; 52 мин; «Контакт-Фильм», RPTA «Prime-Time» (Великобритания)                                                                                                   |
| 1990      | док | Версия. Убийство Кирова | режиссёр, сценарист; 4 х 52 мин; «Контакт-Фильм», RPTA «Prime-Time» (Великобритания)                                                                                               |
| 1992—1993 | с   | Монстр. Портрет Сталина кровью | режиссёр, сценарист, продюсер; 6ф×52 мин; «Контакт-Фильм», «One World Films» (США), для Discovery Channel (США)                                                                    |
| 1995      | док | Русская рулетка Никиты Хрущева | режиссёр, сценарист, продюсер; 2ф×52 мин; «Контакт-Фильм», «Day & Night» (Бельгия)                                                                                                 |
| 1995      | док | Сколько в России нефти и умных людей? | режиссёр, сценарист; «Контакт-Фильм» |
| 1996      | док | Силач | режиссёр, сценарист; 46 мин; «Roger Bolton Productions» и «Moriland Inc.» (Великобритания), для «Channel 4»                                                                        |
| 1997      | док | Берлинская стена | режиссёр |
| 1997—1998 | с   | Поворотные моменты истории | режиссёр, сценарист; 2ф×52 мин; «Barna-Alper Productions» и «Moriland International Inc.» (Канада), для «History Channel» (Канада)                                                 |
| 1997—2000 | с   | Совершенно секретно | режиссёр, сценарист; 7ф×52 мин; «Documedia Group» (США), «Pearson Television» (Великобритания) и «Moriland International Inc.» (Канада) для «History Channel» (США) и «A & E»(США) |
| 1998      | док | Путч | режиссёр |
| 1998      | док | Фактор Стрэйнджлава. Присяга на секретность | режиссёр |
| 2001      | док | Россия. XX век. Избранники: · Отец Евлогий · Патриарх Тихон · Иоанн Кронштадтский · Сергей Эйзенштейн · Федор Шаляпин · Марк Шагал · Андрей Сахаров | Автор идеи сериала, продюсер, сценарист, режиссёр; «Караван Арт», «Moriland International Inc.» (Канада)                                                                           |
| 2002      | док | Карибский узел | сценарист, режиссёр; 2ф×44 мин; «Караван Арт», «Moriland International Inc.» (Канада) для «ОРТ» (Россия)                                                                           |
| 2003      | док | Тегеранский Лабиринт. Сталин, Черчилль, Рузвельт | сценарист, режиссёр; 2ф×44 мин; «Караван Арт», «Moriland International Inc.» (Канада) для «РТР»                                                                                    |
| 2003      | док | Убийство Кеннеди. Тринадцатая версия | сценарист, режиссёр; 2ф×44 мин; «Караван Арт», «Moriland International Inc.» (Канада) для «РТР»                                                                                    |
| 2004      | док | Убить Гитлера. 1921—1945 | сценарист, режиссёр; 2ф×44 мин; «Караван Арт», «Mii-Film» (Канада) для «РТР» |
| 2004      | док | От любви до ненависти. Уинстон Черчилль | сценарист, режиссёр; 2ф×44 мин; «Караван Арт», «Mii-Film» (Канада) для «РТР» |
| 2004—2005 | с   | Бессмертная война | режиссёр, сценарист; 4ф×39 мин; «Караван-Арт» и «Mii-Film» (Канада) для «ОРТ» (Россия)                                                                                             |
| 2004—2006 | с   | Рузвельт. Неоконченный портрет | режиссёр (совм. с А.Тоидзе), сценарист; 2ф×44 мин; «Караван-Арт» и «Mii-Film» (Канада) для «РТР»                                                                                   |
| 2007      | док | Капитализм с человеческим лицом | режиссёр (совм. с А.Тоидзе), сценарист; 69 мин; Студия «Артель» для «РТР» |
| 2007      | док | Мог ли Сталин Остановить Гитлера? | режиссёр (совм. с А.Тоидзе), сценарист; 39 мин; Студия «Артель» для «Первого канала»                                                                                               |
| 2008—2009 | с   | Холодная война. Прерванный полёт Гарри Пауэрса | режиссёр (совм. с А.Тоидзе), сценарист, продюсер; 2ф×52 мин; Студия «Артель» для «Первого канала»                                                                                  |
| 2008—2010 | с   | Поединки | автор идеи, главный продюсер, сценарист, главный режиссёр; 20ф×52 мин; Студия «Артель» совместно с СВР РФ для «Первого канала»                                                     |
| 2012      | док | Холодная политика | Совм. с Т.Арнштейном; 46 мин |
| 2012      | док | Мост над бездной | Совм. с Т.Арнштейном; 46 мин |
| 2012—2013 | с   | По лезвию бритвы | главный продюсер; 8 серий |
| 2014—2015 | с   | Перекрёстки судьбы | автор идеи, главный продюсер; 12 серий |
| 2015—2017 | с   | Белый шаман | главный продюсер; 16 серий |
| 2018      | с   | Ничья земля (в работе) | главный продюсер; 8 серий |
| 2018      | с   | Такси под прикрытием (в работе) | главный продюсер; 8 серий |
| 2018      | с   | Жизнь, правление и смерть Императора Николая II и его семьи (в работе)                                                                              | главный продюсер; 12 серий |

## Критика
В сериале «Монстр. Портрет Сталина кровью» «вождь и учитель» стал носителем абсолютного зла, а все исторические фигуры расставлены на доске по принципу содействия-противодействия ему. «Герои» борются с полчищами сталинистов-сатанистов, как в комиксе, и это подобие усугубляется монтажной разбивкой на очень короткие архивные кадры-картинки. Об идейной эволюции А. И. в связи с этим фильмом говорить как-то нелепо: отечественная история профессионально и намеренно подгоняется автором под национальную мифологию другого народа.— Лилиана Малькова

## Призы и номинации
- Приз «Золотой Дракон» (МКФ короткометражных фильмов, Краков, 1975) — (1975 «Каждый день»)[1]
- Золотой приз (МКФ в Москве, 1985) — в конкурсе документальных фильмов (1985 «Пирамида»)[1]
- Приз Интервидения (МКФ неигрового и анимационного кино, Лейпциг, 1986) — за гуманизм и красоту киноискусства (1986 «Соло трубы»)[1]
- Приз телеканала Discovery (США, 1993) — за лучшую документальную программу года (1992 «Монстр. Портрет Сталина кровью»)[1]
- Документальная серия «Поворотные моменты истории» — Приз «Джемини», (Канада).
- Документальная серия «Совершенно секретно» (США) — Приз «Золотой орел» (США).
- Фильм «Соло трубы» Главный Приз на Международном кинофестивале. (Япония) .
- Фильм «Каждый из нас» Первый приз на Всесоюзном фестивале документальных фильмов (Ленинград).
- Фильм «Черный ход». Первый приз на Всесоюзном фестивале документальных фильмов (Минск).
- Фильм «Соло трубы» Серебряный приз Всесоюзного кинофестиваля документальных фильмов «За человечность и гуманизм кинопроизведения» (Грузия).
- Фильм «Бокс» Первый приз на Всесоюзном кинофестивале спортивных фильмов (Фрунзе),
- Фильм «Пирамида» Приз зрительских симпатий на Международном кинофестивале документальных фильмов (Испания) .
- Телевизионный художественный сериал «Поединки». Премия СВР России.
и другие призы.
- Номинация канала «Дискавери» (США) на лучший мини-сериал года.
- Номинация на «Лавр — 2004»
- 2 номинации на «Тэфи — 2005»
- Номинация на «Тэфи — 2009»